# كنيس إلياهو هانبي
كنيس النبي إلياهو أو «معبد إلياهو هانبي» هو كنيس يهودي يقع في شارع النبي دانيال في وسط مدينة الإسكندرية شمال مصر، ويعد من أقدم وأشهر معابد اليهود في الإسكندرية كما انه أحد أكبر المعابد اليهودية بالشرق الأوسط، بني عام 1354 وتعرض للقصف من الحملة الفرنسية على مصر عندما أمر نابليون بقصفه لإقامة حاجز رماية للمدفعية بين حصن كوم الدكة والبحر، وأعيد بناؤه مرة أخرى عام 1850 بتوجيه ومساهمة من أسرة محمد علي باشا.
يحتوي الكنيس على مكتبة مركزية قيمة تحوي نحو 50 نسخة قديمة من التوراة ومجموعة كتب أخرى يعود تاريخ بعضها إلى القرن الخامس عشر.